# Jaime Torralvo Suárez
Jaime Torralvo Suárez (Momil) es un administrador de empresas y político colombiano, militante del Partido Liberal Colombiano y el Partido Mayorías Liberales, que fue elegido en elecciones atípicas como gobernador del Córdoba, Colombia en 2006, destituido y luego restituido en 2007.

## Trayectoria política
Torralvo Suárez fue nombrado Director de la Corporación Autónoma Regional de Córdoba y también laboró en la Electrificadora de Córdoba, empresa que tiempo después fue liquidada.

## Gobernador de Córdoba (2006-2007)
Durante la elección el gobernador de Córdoba fue Miguel López Méndez. El clima durante la elección fue de tensión debido a la violencia y amenaza generada por los grupos paramilitares en Córdoba y Colombia. Durante la elección atípica hubo una abstención del 70 por ciento.
Torralvo Suárez fue elegido por voto popular con una votación de 178.511 votos en elecciones extraordinarias celebradas el 9 de abril de 2006, derrotando por amplio margen a su principal contendor Mario Prada Cobos debido a que su sucesor Libardo José López Cabrales del mismo movimiento político, fue inhabilitado para ejercer el cargo por un fallo judicial. En tercer lugar quedó el candidato Juan Bautista González Petro, del partido Alas Equipo Colombia. López Cabrales tuvo el apoyo del uribismo con el Partido Cambio Radical, y el senador electo Reginaldo Montes.
Luego, un fallo del Consejo de Estado de Colombia ratificó a López Cabrales en la gobernación, por lo que Torralvo Suárez tuvo que abandonar el cargo de gobernador. A raíz de la restitución, considerada por muchos como una treta política de Mayorías Liberales, Torralvo rompió todo vínculo político con este movimiento.
Luego de una lucha legal por medio de una acción de tutela donde se pedía le fueran reconocidos sus derechos de elegir y ser elegido, el 22 de marzo de 2007, Torralvo fue confirmado como gobernador legítimo del departamento de Córdoba por el Consejo de Estado, decreto con el cual fue restituido en el cargo.
Su corto mandato fue caracterizado por la política de "gobernación de puertas abiertas" así como por la creación de la secretaría departamental de la juventud.
Su mandato se extendió hasta el 31 de diciembre de 2007. Para reemplazarlo fue elegida Marta Sáenz, si bien no pudo asumir el caro hasta el 30 de enero debido a una demanda en su contra. 